# V602T
nudio V602T（ヌディオ ブイロクマルニティー）は、東芝が製造し、ボーダフォン日本法人（現在のソフトバンクモバイル）が販売していたPDC通信方式のパケット対応の携帯電話端末である。名前のnudioは、Nude（素）＋io（イタリア語で自分）からなる造語。

## 特徴
素材感を追求したハイスペック・デザインモデルである。ボーダフォンとしてはKOTOに続く、デザイン携帯の第2弾となるデザインを重視した携帯電話である。着うたに対応した、エンターテイメント機能を重視した端末である。辞書機能や時間割機能を搭載している。「くーまん」アプリも内蔵している。ただし、ベース機種のV601Tで対応していたカラオケ機能及びテレビ出力機能はカットされている。
ちなみに、この機種以降のボーダフォン端末の外部メモリは原則miniSDを利用することとなる。

## デザイン
従来のようなカラーバリエーションだけではなく、質感や素材感をといった要素をデザインとして取り入れた部分が特徴である。本体外装にディンプル加工を施した金属的な風合いの「matal」（メタル）、白磁の素材をモチーフにストライプ加工を施した「ceramic」（セラミック）の2種類のバリエーションが用意される。

## その他
キーのボタンが特徴的であるが、反面押しにくいと言う問題点も抱えている。外国ではTS10と言うモデルで発売されているが、デザインの細部が異なる。